# Atanasio Echeverría
Atanasio Echeverría y Godoy (1771 – 1803) è stato un artista, botanico e naturalista messicano del XVIII secolo.
Ha accompagnato Martin de Sesse y Lacasta (1751-1808) e Mariano Mociño Suárez de Figueroa (1763-1819) nella loro spedizione attraverso il Messico, con l'obiettivo di stilare un grande inventario sulla fauna e sulla flora del paese.

A causa di instabilità politiche nel Vicereame della Nuova Spagna causate dalle guerre napoleoniche, il progetto non fu completato.

Un gran numero di suoi disegni sono conservati presso lo Hunt Institute.

## Curiosità
Il nome del genere Echeveria è stato dato in suo onore.